# Apalocnemis fumosa
Apalocnemis fumosa är en tvåvingeart som först beskrevs av Frederick Wollaston Hutton 1901.  Apalocnemis fumosa ingår i släktet Apalocnemis och familjen Brachystomatidae. Inga underarter finns listade i Catalogue of Life.